# Национален център по обществено здраве и анализи
Националният център по обществено здраве и анализи (НЦОЗА) е второстепенен разпоредител към българското Министерство на здравеопазването. Основните дейности на Центъра са опазване на общественото здраве, промоция на здравето и профилактика на болестите, както и информационно осигуряване на управлението в здравеопазването.
НЦОЗА е правоприемник на вече несъществуващите Национален център по опазване на общественото здраве (НЦООЗ), Национален център по хигиена, медицинска екология и хранене (НЦХМЕХ) и Център по хигиена. В състава му е включен и бившият Национален център по здравна информация (НЦЗИ).
НЦОЗА е разположен в сграда на бул. Академик Иван Евстратиев Гешов в София. На фасадата на по-ниското тяло на сградата стои надпис „Център по хигиена“, изписан на български, руски и английски език. Така се нарича и спирката на градския транспорт.
Центърът издава научно списание - Българско списание за обществено здраве.
Директор на НЦОЗА от 2022 г. е проф. Пламен Димитров.
НЦОЗА е акредитиран да обучава докторанти по следните научни специалности:
- Социална медицина и здравен мениджмънт
- Хранене и диететика
- Хигиена
- Токсикология

НЦОЗА е база за обучение по следните специалности от Приложение 1 към НАРЕДБА No 1 от 22.01.2015 г. за придобиване на специалност в системата на здравеопазването:
- Социална медицина и здравен мениджмънт
- Трудова медицина
- Хранене и диететика
- Комунална хигиена
- Хигиена на детската и юношеската възраст
- Медицинска санитарна физика
- Санитарно инженерство
- Санитарна химия
- Токсикология
- Медицинска информатика и здравен мениджмънт